# Blood Father
Blood Father (bra: Herança de Sangue; prt: Blood Father - O Protetor) é um filme de ação e suspense francês de 2016 dirigido por Jean-François Richet e estrelado por Mel Gibson.
O filme é a adaptação cinematográfica do romance de mesmo nome escrito por Peter Craig, também corroteirista e produtor aqui.

## Sinopse
O ex-motociclista John Link é um ex-prisioneiro em liberdade condicional depois de cumprir nove anos de prisão por tráfico de armas. Agora em frente: introduzido em um programa de reabilitação para viciados em drogas e alcoólatras, frequenta reuniões anônimas de alcoólatras e vive no deserto do Arizona, em um trailer antigo, em uma comunidade de pessoas como ele. John passa seus dias fazendo tatuagens em seu trailer e conversando com seu melhor amigo, Kirby Curtis, um ex-alcoólatra como ele, que mora a poucos metros de distância e o ajuda a resistir à tentação de voltar ao hábito. John tem um grande arrependimento: não vê a filha Lydia há anos, desde que desapareceu da casa da ex-mulher.
Um dia, para sua surpresa, John recebe um telefonema de Lydia, que agora tem dezessete anos e pede ajuda porque está com grandes problemas. John corre em seu velho Dodge para sua filha, a quem encontra novamente depois de anos. A menina, que bebia muito, adormece pouco depois, sem dar muitas explicações ao pai. Vasculhando seus pertences, John descobre que Lydia tem uma arma. Pouco depois, John recebe a visita de três homens armados: são os homens de Jonah, namorado de Lydia, a quem ela atirou e depois fugiu. Depois de destruir o trailer de John, os homens são colocados em fuga por Kirby e os outros membros da comunidade, mas eles prometem que voltarão. Então, John decide sair com Lydia.
Os dois vão para um motel, mas seu identikit foi emitido pela polícia e alguém os reconhece; graças à cumplicidade do jovem zelador, os dois desaparecem, bem a tempo de escapar de um misterioso assassino, que John, graças à sua experiência em tatuagens, reconhece como pertencente ao cartel de drogas mexicano. Na rua, João briga com a filha e consegue os detalhes da ex-namorada, depois pede informações sobre ele a Arturo Rios, um amigo dele que está preso. John, que perdeu seu Dodge e está viajando em uma velha caminhonete roubada, vai com a filha para um galpão perdido no meio do deserto: lá mora o Pregador, o antigo patrão de John, um veterano que tem uma loja online. memorabilia para nazistas e contrabandistas de armas; este homem deve muito dinheiro a ele e manteve sua motocicleta depois que John foi preso. John argumenta que o Pregador está em dívida com ele porque em todos esses anos nunca revelou às autoridades que trabalhou para ele em troca de um desconto por sua sentença. Mas o Pregador hesita, dizendo que falarão sobre isso novamente no dia seguinte, pois haverá uma festa de motoqueiros naquela noite. No dia seguinte, John acorda olhando para os canos de um rifle: Cherise, a esposa do Pregador, tem ele e sua filha sob a mira de uma arma. John pede uma explicação, e o Pregador responde que pretende recolher o prêmio de trinta mil dólares pela recuperação de sua filha; John então fica furioso e, Cherise desarmada, ataca o Pregador, tirando sua filha e sua motocicleta.
Pouco depois os dois são perseguidos por dois motoqueiros enviados pelo Pregador para matá-los, mas John, graças à sua experiência, leva a melhor sobre os dois homens. Os dois chegam a um motel, onde tentam alterar suas feições para passar despercebidos. John recebe uma ligação de Rios e vai para a cadeia; lá seu amigo lhe explica que o ex-namorado de sua filha, Jonah, é sobrinho do padrinho do cartel mexicano e que não há boas relações entre ele e seu tio: na verdade, o menino roubou muito dinheiro dele e, para não ser morto, culpou Lydia por levá-los, e agora o padrinho quer a cabeça da menina. Enquanto isso, Lydia, avisada por Kirby com um telefonema, vai a um shopping center onde recebe uma ligação de Jonah, que ela acreditava estar morto e, em vez disso, tenta sequestrá-la. Lydia escapa, mas o assassino do cartel a nocauteia. Pouco depois, Jonah marca um encontro com John no Grand Canyon. John pega a moto e volta ao armazém do Pregador; embora esteja fortemente armado com armas, John leva apenas granadas de mão e uma mina antipessoal; quando o Pregador tenta detê-lo, mata-o a sangue frio e vai embora.
John aparece no local de encontro desarmado e desce da moto com as mãos para cima, um dos homens de Jonah amarra seus pulsos e o faz entrar no carro com Lydia: os dois são mantidos sob fogo de um dos três homens de Jonah. Os outros dois são enviados por Jonah para verificar a moto, mas explodem com ela: John havia colocado as bombas no bolso da moto e o último na mina. Aproveitando o momento surpresa, John briga com o homem do carro, matando-o; então atira em Jonas, que foge; depois de se libertar e sair do carro, John é ferido na lateral pelo assassino, que está agachado nas colinas próximas. Mas Lydia não o abandona e para o carro, dando a John uma arma com a qual John mata o assassino, sendo baleado no peito. John se reconcilia com ela, morrendo pouco depois.

## Elenco
- Mel Gibson como John Link.
- Erin Moriarty como Lydia Link, filha de Link.
- William H. Macy como Kirby Curtis.
- Elisabeth Röhm como Ursula, esposa de Link.
- Diego Luna como Jonah Pincerna.
- Thomas Mann como Jayson.
- Dale Dickey como Cherise.
- Michael Parks como pregador.
- Daniel Moncada como Choop.
- Raoul Trujillo como assassino de aluguel.
- Richard Cabral como Joker.

## Produção
Em 2008 Sylvester Stallone deveria dirigir e estrelar o filme, mas foi forçado a abandonar o projeto para fazer o filme Rambo.
As filmagens começaram em 5 de junho de 2014 em Albuquerque, Novo México, e terminaram em 3 de julho do mesmo ano.

## Promoção
O primeiro trailer do filme foi lançado em 3 de abril de 2016.

## Distribuição
O filme estreou no Festival de Cinema de Cannes de 2016 na seção “Midnight Screenings”.

## Prêmios
- 2017 - Prêmio Tomate de Ouro[11]
  - Segundo melhor filme de ação de 2016